# 우타우
UTAU(UTAU, うたう)는 아메야/아야메가 제작한 일본어 노래 음성 합성 애플리케이션이다. 우타우는 보컬로이드 소프트웨어와 유사하지만, 서드파티 라이선스가 아닌 셰어웨어라는 점에서 차이가 있다.

## 개요
2008년 3월, 아메야/아야메는 메인 웹사이트에서 다운로드 가능한 무료 고급 지원 도구인 셰어웨어 소프트웨어 우타우를 출시했다. 일본어로 '노래하다'라는 뜻의 우타우 (歌う)는 기존 보컬 트랙을 편집하고 음소를 추출하며 피치를 조절하고 재조립하여 보컬로이드와 유사한 노래 목소리를 만드는 활동인 인력 보컬로이드에서 유래되었다. 우타우는 원래 연쇄 합성을 사용하여 이 과정을 돕기 위해 만들어졌다. 우타우는 사용자가 제공한 WAV 파일을 사용할 수 있으므로 노래 가사와 멜로디를 입력하여 노래 목소리를 직접 합성할 수 있다. 우타우는 초기 출시 시 기본 음성 뱅크인 데포코(우타네 우타)의 음성 샘플을 합성하기 위해 AQUEST의 음성 합성기 AquesTalk가 함께 제공되었으며, 그 이후 생성기는 자체적으로 삭제된다. 우타우 프로그램용으로 만들어진 음성은 공식적으로 UTAU라고도 불리지만, 구어적으로는 보컬로이드에 대한 언급으로 UTAUloid라고 알려져 있다.
우타우는 대부분 일본어 프로그램이므로 많은 음성이 일본어용으로 특별히 제작되었다. 하지만, 사용자가 자신만의 음성 뱅크를 만들 수 있으므로 사용자 기반은 일본어 이외의 언어로 음성 뱅크가 노래할 수 있도록 하는 방법이 존재하다. X-SAMPA 형식은 영어 또는 기타 비일본어 음성 뱅크에 자주 사용되지만, ARPABET 및 기타 여러 사용자 지정 음성 체계와 같은 다른 음성 시스템도 사용되기도 한다.
우타우의 프로젝트 파일은 ".ust" (Utau Sequence Text) 확장자로 저장된다. 이 파일은 자유롭게 배포될 수 있으므로 다른 우타우가 같은 곡을 부를 수 있다. 제작자들은 사운드 뱅크를 제작하는 여러 방법을 개발하였으며, 이로 인해 보이스뱅크의 결과가 다양하다. 우타우는 또한 MIDI 형식과 .vsq 형식을 지원한다.
아메야/아야메는 미공개된 최신 버전의 우타우에 유니코드 지원을 추가하였다. 해당 백엔드 지원은 영역을 고정하고 여러 다른 오디오 인코딩을 지원하지만, 2020년 9월 기준으로 프론트엔드 지원은 아직 출시되지 않았다. 아메야는 또한 우타우를 64비트 시스템과 호환되도록 업데이트했다.

## 구성
편집기는 피아노 롤에 음표를 배치하고 음소를 입력하며 피치와 볼륨을 변경할 수 있다. 우타우에서는 하나의 트랙만 생성할 수 있으며, 음표는 서로 위에 배치될 수 없다. 기본적으로 음표만 피아노 롤에 표시되지만, 피치 곡선, 볼륨 강도, 엔벨로프 및 플래그를 표시하도록 표시 설정을 변경할 수 있다.
로드할 오디오 파일은 음표의 기호와 음성 라이브러리의 오디오 파일 이름을 일치시켜 찾는다. 그러나 prefix.map 파일은 샘플을 가져올 하위 폴더를 변경할 수 있다. 합성된 음성의 피치는 원본 사운드 파일과 편집기의 음표 피치 간의 차이에 따라 조정된다.

### 음성
WAV 파일은 UTAU로 이식될 수 있다. 단일 음성 뱅크에 수백, 또는 어떤 경우에는 수천 개의 이러한 파일이 있을 수 있다. 음성은 "voice" 폴더에 배치하거나 UTAU 아이콘으로 끌어다 놓아 설치된다. 이 라이브러리에는 각 샘플의 타이밍 및 구성을 결정하는 oto.ini 파일도 함께 제공된다. 편집기의 악보 데이터에서 오디오를 출력할 때 프로그램은 oto.ini를 사용하여 타이밍 및 발음을 설정한다. oto.ini 파일은 UTAU의 GUI를 사용하거나 사용자가 만든 타사 소프트웨어에서 생성할 수 있다. 주파수 테이블(.frq 파일)은 편집기에서 피치를 변경할 때 파형을 처리하는 데 사용된다. 일부 리샘플러는 .frq 대신 다른 파일 형식을 사용한다. 음성에는 가장 일반적으로 .bmp 형식의 이미지 파일과 일부 보컬로이드와 같은 독립형 음성 대화가 함께 제공될 수 있다. 또한 소프트웨어 정보 및 사용 약관이 포함된 readme 파일도 자주 포함된다. character.txt로 흔히 볼 수 있는 문자 정보 파일도 자주 포함되며, 이는 GUI의 "음성 미리 보기" 섹션에서 볼 수 있는 정보를 담고 있으며, 음성 뱅크 작성자, 이름, "샘플" 버튼 클릭 시 재생될 샘플 파일, 음성 뱅크 이미지를 표시한다. 또한 제작자가 지정한 "장르"와 같은 다른 매개 변수도 포함할 수 있다.
일부 음성 뱅크는 CV(자음-모음)로 통칭되는 단음절이지만, 다른 음성 뱅크는 더 부드러운 소리를 내기 위해 삼중음을 사용한다.
 이 삼중음 음성 뱅크는 "VCV"(모음-자음-모음)로 통칭된다. 이들은 만드는 데 훨씬 더 많은 시간과 노력이 필요하지만, 더 자연스러운 결과를 생성한다.
오디오 파일은 독립적인 파일이므로 DAW와 같은 다른 소프트웨어에서도 사용할 수 있다.

## 개발
우타우의 개발은 아메야가 오다시티를 사용하여 다른 가수들의 샘플을 재조합하고 멜로다인을 사용하여 샘플의 피치를 보정하고 음악에 맞추면서 시작되었다. 이러한 행위를 "인력 보컬로이드"라고 불렀다. 자신의 랩 음악을 니코니코 동화에 게시한 음악가 LOLI.COM은 자신의 목소리를 인력 보컬로이드에 사용하고 사용자가 같은 작업을 수행하는 데 도움이 될 수 있는 오디오 편집 소프트웨어를 출시했다. 인력 보컬로이드를 수동으로 수행하는 과정이 상당한 시간과 노력을 필요로 했기 때문에 아메야는 이 과정을 돕는 새로운 도구를 개발하기 시작했다.
이 도구는 2008년 1월 11일 니코니코 동화에서 발표되었다. 당시에는 사운드 타이밍을 조절하고, 음표의 엔벨로프를 변경하며, 배치 파일을 생성하는 것이 가능했다. 2008년 2월 5일에는 GUI를 보여주는 영상이 공개되었다. 여기서는 샘플의 시간 늘리기, oto.ini 파일 생성, 음표의 피치 벤드 조절이 가능했다. 2008년 3월 5일에는 프로그램 사양을 설명하는 영상이 니코니코 동화에 공개되었고, 2008년 3월 15일에는 이 도구가 우타우로 이름이 변경되었다.
2008년 6월, 아메야는 우타우를 수동 보컬로이드가 아닌 노래 음성 합성 소프트웨어라고 불렀다.
UTAU-Synth Mac 버전은 2011년에 출시되었다.

## 오디오 파일 및 저작권
우타우는 어떤 WAV 파일이든 사용하여 노래하는 목소리를 만들 수 있기 때문에 기존 사람의 목소리를 가져와 데이터로 사용할 수 있다. 제작자인 아메야는 한때 성우의 CD 데이터로 음성을 만들기도 하였다.
2008년 5월, 아메야는 성우가 동의하지 않는 한 당분간 허락 없이 오디오 데이터를 사용하지 않기로 결정하였다.

## 같이 보기
- Nyan Cat
- 동인 음악
- 보컬로이드
- CeVIO
- 음성 합성